# 前山公園

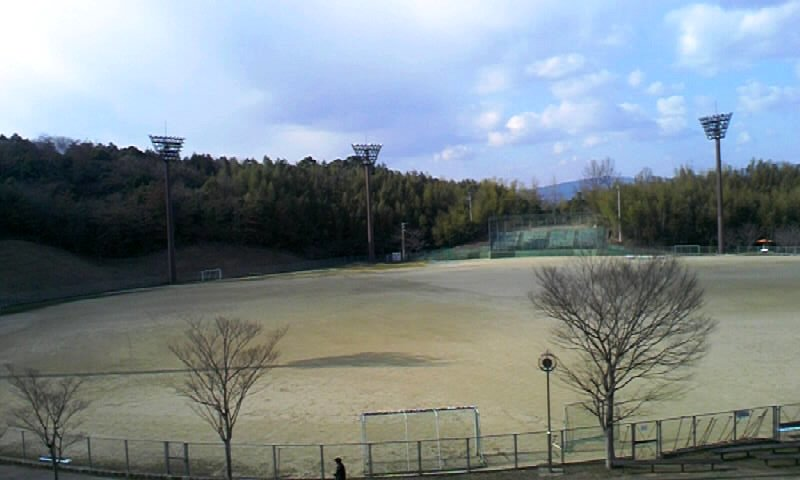
多目的グランド

前山公園（まえやまこうえん、Maeyama Park）は、徳島県名西郡石井町にある総合公園。

## 概要
1986年（昭和61年）に都市計画公園として開設された総合公園で、前山と呼ばれる南山麓のふもとにあることからこの名が付いた。
公園内にはテニスコートや屋内体育館、子ども広場、ジャブジャブ池、キャンプ場などがある。
- 所在地：〒779-3233　徳島県名西郡石井町石井字城之内
- 面積：10.8m2
- 開設：1986年（昭和61年）

## 公園内の施設
- 子ども広場
- ジャブジャブ池
- キャンプ場
- 多目的グラウンド
- テニスコート

## 周辺施設
- 飯尾川
- 石井警察署
- 石井町立石井中学校

等

## 交通
- JR石井駅から徒歩約20分。